# 3. Division (Deutsches Kaiserreich)
Die 3. Division, für die Dauer des mobilen Verhältnisses auch als 3. Infanterie-Division bezeichnet, war ein Großverband der Preußischen Armee.

## Gliederung
Die Division war Teil des II. Armee-Korps. Ihr unterstanden:

### Friedensgliederung 1914
- 5. Infanterie-Brigade in Stettin
  - Grenadier-Regiment „König Friedrich Wilhelm IV.“ (1. Pommersches) Nr. 2 in Stettin
  - Colbergsches Grenadier-Regiment „Graf Gneisenau“ (2. Pommersches) Nr. 9 in Stargard in Pommern
  - Infanterie-Regiment „von der Goltz“ (7. Pommersches) Nr. 54 in Kolberg und Köslin (III. Bataillon)
- 6. Infanterie-Brigade in Stettin
  - Füsilier-Regiment „Königin Viktoria von Schweden“ (Pommersches) Nr. 34 in Stettin und Swinemünde (III. Bataillon)
  - Infanterie-Regiment „Prinz Moritz von Anhalt-Dessau“ (5. Pommersches) Nr. 42 in Stralsund und Greifswald (III. Bataillon)
- 3. Kavallerie-Brigade in Stettin
  - Kürassier-Regiment „Königin“ (Pommersches) Nr. 2 in Pasewalk
  - 2. Pommersches Ulanen-Regiment Nr. 9 in Demmin
- 3. Feldartillerie-Brigade in Stettin
  - 1. Pommersches Feldartillerie-Regiment Nr. 2 in Kolberg und Belgard (II. Abteilung)
  - Vorpommersches Feldartillerie-Regiment Nr. 38 in Stettin

### Kriegsgliederung bei Mobilmachung 1914
- 5. Infanterie-Brigade
  - Grenadier-Regiment „König Friedrich Wilhelm IV.“ (1. Pommersches) Nr. 2
  - Grenadier-Regiment „König Friedrich Wilhelm I.“ (2. Ostpreußisches) Nr. 3
- 6. Infanterie-Brigade
  - Füsilier-Regiment „Königin Viktoria von Schweden“ (Pommersches) Nr. 34
  - Infanterie-Regiment „Prinz Moritz von Anhalt-Dessau“ (5. Pommersches) Nr. 42
- Dragoner-Regiment „Freiherr von Derfflinger“ (Neumärkisches) Nr. 3
- 3. Feldartillerie-Brigade
  - 1. Pommersches Feldartillerie-Regiment Nr. 2
  - Vorpommersches Feldartillerie-Regiment Nr. 38
- 1. Kompanie/Pommersches Pionier-Bataillon Nr. 2

### Kriegsgliederung vom 18. Oktober 1918
- 6. Infanterie-Brigade
  - Infanterie-Regiment Nr. 381
  - Infanterie-Regiment Nr. 425
  - Infanterie-Regiment Nr. 428
- Artillerie-Kommandeur Nr. 125
  - 1. Pommersches Feldartillerie-Regiment Nr. 2
- Pionier-Bataillon Nr. 112
- Divisions-Nachrichten-Kommandeur Nr. 3

## Geschichte
Der Großverband wurde ursprünglich am 5. November 1816 als Truppen-Brigade in Stettin gegründet und am 5. September 1819 zur Division erweitert. Das Kommando stand bis zur Auflösung der Division im Jahre 1919 in Stettin.

### Gefechtskalender

#### 1914
- 18. bis 19. August – Schlacht an der Gette
- 23. bis 24. August – Schlacht bei Mons
- 25. bis 27. August – Gefechte zwischen der Gette und Somme
- 28. bis 30. August – Kämpfe an der Somme
  - 29. August – Schlacht bei Projart
- 02. September – Gefecht bei Senlis
- 05. bis 9. September – Schlacht am Qurcq
- 12. September bis 2. Oktober – Kämpfe bei Soissons
- 02. bis 15. Oktober – Kämpfe bei Roye
  - 5. Oktober – Erstürmung von Beuvraignes, Angriff auf die Stellungen von Laucourt
  - 6. bis 21. Oktober – Kämpfe bei Beuvraignes und Laucourt
- 16. bis 26. Oktober – Kämpfe bei Canny-Lassigny
- 04. bis 14. November – Kampf um den Park von Wytschaete
- 05. bis 22. November – Schlacht bei Ypern
- 22. bis 25. November – Reserve der OHL
- 26. November bis 15. Dezember – Schlacht bei Lodz
- ab 18. Dezember – Schlacht an der Rawka-Bzura
  - ab 21. Dezember – Stellungskampf bei Bartoszowka

#### 1915
- bis 6. Januar – Schlacht an der Rawka-Bzura
  - bis 11. Februar – Stellungskampf bei Bartoszowka
- 12. bis 20. Februar – Reserve der 9. Armee
- 20. bis 27. Februar – Schlacht von Przasnysz
- 03. bis 10. März – Gefechte im Orzyc-Bogen
- 11. März bis 12. Juli – Stellungskämpfe nördlich Przasnysz
- 13. Juli – Erstürmung des Dorfes und Waldes von Szla
- 13. bis 17. Juli – Durchbruchsschlacht bei Przasnysz
- 18. bis 22. Juli – Verfolgungskämpfe zum unteren Narew
  - 18. bis 24. Juli – Kampf um die Festung Roshan
- 23. Juli bis 3. August – Schlacht am Narew
- 04. bis 7. August – Schlacht am Orz-Bach
- 08. bis 10. August – Schlacht bei Ostrow
- 11. bis 12. August – Schlacht bei Tschishew-Sambrow
- 13. bis 14. August – Übergang über den Nurzec und Einnahme von Ciechanoviec
- 13. bis 18. August – Verfolgungskämpfe am oberen Narew und Nurzec
- 19. August – Erstürmung von Bocki
- 19. bis 25. August – Schlacht bei Bielsk
- 26. August bis 5. September – Verfolgungskämpfe am Swislosz und an der Naumka-Werecia
- 06. bis 7. September – Schlacht bei Wolkowyszk
- 24. September bis 19. Oktober – Gefechte an der Mjadsjolka und Dryswjata, um Kosjany
- ab 20. Oktober – Stellungskämpfe zwischen Narotsch- und Dryswjatysee

#### 1917
- bis 14. November – Stellungskämpfe zwischen Narotsch- und Dryswjatysee
- 16. November bis 7. Dezember – Stellungskämpfe vor Dünaburg
- 07. bis 17. Dezember – Waffenruhe
- ab 17. Dezember – Waffenstillstand

#### 1918
- bis 18. Februar – Waffenstillstand
- 18. Februar bis 3. März – Offensive gegen den Peipussee und die obere Düna
- 03. bis 22. März – Okkupation russischen Gebietes zwischen oberer Düna und Peipussee
- 22. März bis 2. Oktober – Okkupation großrussischen Gebietes
- 10. bis 12. Oktober – Kämpfe vor der Hunding- und Brunhildfront
- 15. bis 17. Oktober – Abwehrschlacht in Flandern
- 18. bis 24. Oktober – Nachhutkämpfe zwischen Yser und Lys
- 25. Oktober bis 1. November – Schlacht an der Lys
- 02. bis 4. November – Nachhutkämpfe beiderseits der Schelde
- 05. bis 11. November – Rückzugskämpfe vor der Antwerpen-Maas-Stellung
- ab 12. November – Räumung des besetzten Gebietes und Marsch in die Heimat

## Kommandeure
| Dienstgrad                   | Name                              | Datum                                                        |
| ---------------------------- | --------------------------------- | ------------------------------------------------------------ |
| Generalleutnant              | Karl August Adolf von Krafft      | 13. September 1818 bis 17. Juni 1825                         |
| Generalleutnant              | Konstantin von Zepelin            | 18. Juni 1825 bis 16. März 1835                              |
| Generalmajor                 | Karl Christian von Weyrach        | 30. März 1835 bis 29. März 1837 (mit der Führung beauftragt) |
| Generalmajor/Generalleutnant | Karl Christian von Weyrach        | 30. März 1837 bis 29. März 1840                              |
| Generalleutnant              | Friedrich Wilhelm von Brünneck    | 30. März 1840 bis 5. März 1848                               |
| Generalmajor/Generalleutnant | Ludwig Roth von Schreckenstein    | 06. März bis 24. Juli 1848                                   |
| Generalleutnant              | Georg von Stülpnagel              | 25. Juli 1848 bis 14. September 1849                         |
| Generalmajor                 | Wilhelm von Cölln                 | 15. bis 21. September 1849                                   |
| Generalleutnant              | Friedrich Wilhelm Karl von Grabow | 22. September 1849 bis 3. November 1851                      |
| Generalleutnant              | Ferdinand von Hirschfeld          | 04. November 1851 bis 6. Juni 1856                           |
| Generalleutnant              | Karl von Herrmann                 | 07. Juni 1856 bis 29. April 1859                             |
| Generalleutnant              | Friedrich Karl von Preußen        | 30. April 1859 bis 30. Juni 1860                             |
| Generalleutnant              | Ferdinand von Bialcke             | 01. Juli 1860 bis 8. Mai 1865                                |
| Generalmajor/Generalleutnant | August von Werder                 | 09. Mai 1865 bis 17. Juli 1870                               |
| Generalmajor/Generalleutnant | Ernst von Hartmann                | 18. Juli 1870 bis 12. März 1877                              |
| Generalmajor/Generalleutnant | Theodor von Sell                  | 13. März 1877 bis 13. Mai 1881                               |
| Generalleutnant              | Helmuth von Ziemietzky            | 14. Mai 1881 bis 13. Oktober 1882                            |
| Generalmajor/Generalleutnant | Rudolf von Waldow                 | 14. Oktober 1882 bis 5. Dezember 1883                        |
| Generalleutnant              | Rudolf von Oppeln-Bronikowski     | 06. Dezember 1883 bis 26. Januar 1888                        |
| Generalmajor                 | Hans von Kaltenborn-Stachau       | 27. Januar bis 6. Juli 1888                                  |
| Generalleutnant              | Wilhelm Roeder von Diersburg      | 07. Juli 1888 bis 13. Januar 1891                            |
| Würt. Generalleutnant        | Kuno von Falkenstein              | 17. Januar 1891 bis 7. Juli 1892                             |
| Generalleutnant              | Anton von Froben                  | 28. Juli 1892 bis 17. Juli 1896                              |
| Generalleutnant              | August von Janson                 | 18. Juli 1896 bis 9. August 1899                             |
| Generalleutnant              | Leopold Hentschel von Gilgenheimb | 18. August 1899 bis 17. April 1903                           |
| Generalleutnant              | Hermann von Vietinghoff-Scheel    | 18. April 1903 bis 16. Mai 1907                              |
| Generalmajor                 | Ernst Kuntze                      | 21. Mai bis 10. September 1907 (mit der Führung beauftragt)  |
| Generalleutnant              | Ernst Kuntze                      | 11. September 1907 bis 17. Februar 1908                      |
| Generalleutnant              | Wolfgang von Unger                | 18. Februar 1908 bis 19. Januar 1910                         |
| Generalleutnant              | Rudolf von Wegerer                | 20. Januar 1910 bis 1. März 1911                             |
| Generalmajor                 | Georg von der Marwitz             | 02. März bis 19. März 1911 (mit der Führung beauftragt)      |
| Generalleutnant              | Georg von der Marwitz             | 20. März 1911 bis 11. November 1912                          |
| Generalleutnant              | Ferdinand von Trossel             | 12. November 1912 bis 10. Dezember 1914                      |
| Generalleutnant              | Gustav von Hollen                 | 11. Dezember 1914 bis 14. Juni 1915                          |
| Generalleutnant              | Hermann von Staabs                | 15. Juni 1915 bis 6. Juli 1916                               |
| Generalmajor                 | Paul Grünert                      | 07. Juli bis 5. September 1916                               |
| Generalleutnant              | Richard von Kraewel               | 06. September 1916 bis 1. Februar 1917                       |
| Generalmajor                 | Friedrich Wilhelm von Sydow       | 02. Februar 1917 bis 11. Januar 1919                         |
| Generalleutnant              | Siegfried von La Chevallerie      | 12. Januar bis 23. Juni 1919                                 |